# متسلق الأخشاب الزيتوني
متسلق الأخشاب الزيتوني (الاسم العلمي: Sittasomus griseicapillus)، هو طائر عابر للأمريكتين الاستوائية. ينتمي إلى فصيلة الفرنارية.
إنهُ العضو الوحيد في جنس Sittasomus، لكنه يضم 15 نوعًا مميزًا من الناحية الصوتية والمورفولوجية في 5 مجموعات، بعضها مرشح للانقسام في المستقبل.